# Fernando Carvalho Rodrigues
Fernando António de Oliveira Carvalho Rodrigues ComSE (Casal de Cinza, 28 de janeiro de 1947) é um físico português.

## Carreira
Carvalho Rodrigues é licenciado em Física pela Universidade de Lisboa e doutorado em Engenharia Electrónica pela Universidade de Liverpool.
Professor catedrático do Instituto Superior Técnico (1985), coordenador do Laboratório Nacional de Engenharia e Tecnologia Industrial (1984) e director da Faculdade de Tecnologia da Universidade Independente (1995) em Lisboa, é conhecido como o "pai" do satélite português, sendo também o responsável máximo pelo consórcio PoSAT que constituiu e lançou o primeiro satélite português, a 26 de Setembro de 1993.
Carvalho Rodrigues recebeu diversos prémios e condecorações, dos quais se destacam o Pfizer (1977) [carece de fontes?], a comenda da Ordem Militar de Sant'Iago da Espada (1992) e doutor Honoris Causa (1995) pela Universidade da Beira Interior.
É também autor de diversas obras publicadas em Portugal e nos Estados Unidos, encarregou-se da direcção do Projecto Educativo DIDACTA, à frente de uma vasta equipa de especialistas, investigadores e pedagogos.
Desde 2012 vive na sua terra natal, Casal de Cinza.